# 세곡천
세곡천(細谷川)은 서울특별시 서초구 내곡동 인릉산에서 발원하여 탄천으로 합류하는 지방하천이다.